# Shaukat Aziz
Shaukat Aziz (Karachi, 6 maart 1949) is een Pakistaans politicus. Hij was premier van Pakistan en minister van Financiën.

## Opleiding en carrière
Aziz heeft een Bachelor of Science degree van Gordon College in Rawalpindi in 1967. Hij haalde een MBA in 1969 aan het Institute of Business Administration in Karachi.
Direct na zijn MBA ging hij bij Citibank werken. Hij werkte in verschillende landen en maakte carrière bij deze bank. In 1992 werd hij benoemd tot uitvoerend Vicepresident van Citibank. Voordat hij in 1999 vertrok bij deze bank was hij hoofd van de afdeling Private Banking.
In november 1999 werd Aziz minister van Financiën in de militaire regering van generaal Musharraf. Hij kreeg verantwoordelijkheid voor Financiën, Economische zaken, statistiek, planning en ontwikkeling. Het land was zwaar getroffen door een internationale boycot in 1998 nadat kernproeven waren genomen. Aziz kreeg de economie weer op gang, en werd in 2001 uitgeroepen tot Minister van Financiën van het jaar door de tijdschriften Euromoney en Banker's Magazine.
Na het herstel van de democratie in oktober 2001 bleef hij ook onder premier Zafarullah Khan Jamali minister. Op 6 juni 2004 werd hij door president Musharraf naar voren geschoven als opvolger van Jamali. Omdat hij eerst een zetel in het lagerhuis moest hebben, werd een interim premier benoemd, Chaudhry Shujaat Hussain. Op 18 augustus werd Aziz in het Pakistaanse parlement gekozen, dat hem op 27 augustus tot premier benoemde. Hij bleef tegelijkertijd ook in functie als minister van Financiën.
In zijn achtjarige periode als minister van Financiën verdubbelde de economie, steeg het gemiddelde inkomen per burger van 500 dollar naar 925 dollar, daalde de staatsschuld van 34 procent naar 26 procent van het BNP, en het percentage dat leeft onder de armoedegrens daalde met 10 procent naar 24 procent van de bevolking. Ook het aantal geletterden steeg van 44 procent van de bevolking naar 54 procent omdat er fors werd geïnvesteerd in onderwijs.
Als premier speelde Aziz een belangrijke rol bij de ontwikkeling van het nucleaire programma, zowel voor burger- als voor militaire doeleinden. Hij opende een reactor in Chasma die met Chinese hulp werd gebouwd. Ook wierf hij geld voor de bouw van meer kerncentrales. Ook speelde hij een belangrijke rol in het bouwen van energiecentrales die stroom winnen door middel van windenergie en waterkracht.
Aziz stapte op 16 november 2007 op als premier omdat zijn termijn afgelopen was. Hij werd daarmee de eerste premier van Pakistan die uit het ambt stapte omdat zijn wettelijke termijn afliep. Aziz werd opgevolgd als premier door Muhammad Mian Soomro. Deze vormde een tijdelijk interim-kabinet om de nieuwe verkiezingen voor te bereiden.

## Aanslag
Op 29 juli 2004 overleefde Aziz een zelfmoordaanslag op zijn leven. Een man blies zichzelf op naast de auto van Aziz. Diens chauffeur en acht personen in de omgeving werden gedood en zo'n vijftig personen raakten gewond. al Qaida eiste later verantwoordelijkheid voor de aanslag op.
Liaquat Ali Khan · Khawaja Nazimuddin · Muhammad Ali Bogra · Chaudhry Muhammad Ali · Huseyn Shaheed Suhrawardy · Ibrahim Ismail Chundrigar · Feroz Khan Noon · Mohammed Ayub Khan · Nurul Amin · Zulfikar Ali Bhutto · Muhammad Khan Junejo · Benazir Bhutto · Ghulam Mustafa Jatoi ·
Nawaz Sharif · Balakh Sher Mazari · Nawaz Sharif · Moeenuddin Ahmad Qureshi · Benazir Bhutto · Malik Meraj Khalid · Nawaz Sharif · Pervez Musharraf · Zafarullah Khan Jamali · Chaudhry Shujaat Hussain · Shaukat Aziz · Muhammad Mian Soomro · Yousaf Raza Gilani · Raja Pervez Ashraf ·
Mir Hazar Khan Khoso · Nawaz Sharif · Shahid Khaqan Abbasi · Nasirul Mulk · Imran Khan · Shehbaz Sharif · Anwar ul Haq Kakar · Shehbaz Sharif